# Vivo (film)
Vivo è un film d'animazione del 2021 diretto da Kirk DeMicco.

## Trama
A Cuba, Andrés Hernández e il suo cercoletto Vivo suonano insieme nella piazza. Un giorno dopo il loro spettacolo Andrés riceve una lettera da Marta Sandoval, una sua vecchia amica che lo informa che si sta ritirando dalla sua carriera musicale. La lettera offre la possibilità di ricongiungersi in Florida, al Mambo Cabana e per Andrés di dire finalmente a Marta che cosa prova per lei attraverso una canzone che ha scritto solo per lei. Vivo felice della loro vita a Cuba, è riluttante ad aiutare Andrés e se ne va arrabbiato. La mattina dopo scopre che Andrés è morto nel sonno e vergognandosi della sua precedente riluttanza, Vivo giura a se stesso di far ascoltare a Marta la canzone di Andrés. Si rifugia a Key West con Gabi e Rosa. Gabi è elettrizzata quando scopre che Vivo si nasconde tra le sue cose e gli spiega come è essere trattati da perdente nella sua città natale perché è diversa da tutti gli altri e non vuole far parte della sua truppa di scout, i Dollari Sabbiosi. Gabi trova la canzone di Andrés e accetta di aiutare Vivo a consegnare la canzone a Marta. Con il pretesto di partecipare a una vendita di biscotti in città, Gabi e Vivo acquistano i biglietti dell'autobus per andare allo spettacolo di Marta ma vengono fermati da altri tre Dollari Sabbiosi, che mostrano interesse per Vivo. Gabi e Vivo riescono a fuggire da loro, ma perdono l'autobus. Finiscono nelle paludi e sono separati da una strana tempesta di pioggia, perdendo la canzone.
Durante la ricerca di Gabi Vivo si imbatte in una spatola rosata di nome Dancarino che non riesce a trovare l'amore con Valentina, una dei suoi simili. Con l'aiuto di Vivo riesce a conquistare il cuore di Valentina. I due poi salvano Vivo da un pitone verde che odia il rumore di nome Lutador. Nel frattempo, Gabi scopre di essere stata seguita dai Dollari Sabbiosi su una barca e che stanno trattenendo la canzone di Andrés, nascondendola fino a quando non li conduce a Vivo. Quando le ragazze vengono attaccate da Lutador Vivo le salva, ma la canzone viene distrutta cadendo nell’acqua. Desolato, Vivo pensa di tornare a Cuba finché non si rende conto che lui e Gabi possono ricreare la canzone, poiché conosce la melodia e Gabi conosce i testi. Insieme arrivano a Miami e cercano Marta, che da quando ha saputo della partenza di Andrés si rifiuta di salire sul palco.
Gabi e Vivo si intrufolano all'interno della Mambo Cabana, ma Gabi non riesce ad entrare nella stanza di Marta e dice a Vivo di andare avanti senza di lei. Viene presto catturata dalla sicurezza e dalla madre furiosa, che ha scoperto della fuga di Gabi. Vivo trova Marta in depressione, che lo riconosce dalla foto del notiziario di Andrés e consegna la canzone. Toccata dalla canzone, Marta decide di salire sul palco. Vivo individua Gabi e Rosa, che stanno litigando mentre stanno tornando a casa. Gabi condivide finalmente i suoi sentimenti con sua madre: sentiva il bisogno di far parte della missione di Vivo di consegnare la canzone perché Andrés non ha mai avuto modo di dire a Marta quanto l'amava, proprio come lei non ha mai avuto modo di dire a suo padre prima che lui fosse morto. Rosa rassicura sua figlia che suo padre sapeva quanto lo amava e riporta Gabi e Vivo al concerto appena in tempo per ascoltare Marta suonare la canzone di Andrés. Vivo decide di rimanere in Florida con loro, e insieme a Gabi mettono in scena il loro spettacolo in città con Marta.

## Distribuzione
Inizialmente previsto per il 18 dicembre 2020, la data di uscita del film fu posticipata prima al 16 aprile e poi al 4 giugno 2021 a causa della pandemia di COVID-19. Il 26 aprile 2021 la Sony ha annullato la distribuzione del film nelle sale, vendendo i diritti di distribuzione a Netflix. Il film è stato distribuito in un numero limitato di sale statunitensi il 30 luglio 2021 ed è disponibile su Netflix a partire dal 6 agosto dello stesso anno.

## Accoglienza

### Critica
Vivo è stato accolto positivamente dalla critica. Sull'aggregatore di recensioni Rotten Tomatoes ottiene l'87% di recensioni positive con un punteggio di 6,8 su 10 basato su 89 recensioni. Metacritic registra un punteggio di 66 su 100 basato su 22 recensioni.